# Associazione Calcio Cesena 1978-1979
Questa pagina raccoglie le informazioni riguardanti l'Associazione Calcio Cesena nelle competizioni ufficiali della stagione 1978-1979.

## Rosa
| N. |                   | Ruolo | Calciatore           |
| -- | ----------------- | ----- | -------------------- |
|    | Italia (bandiera) | D     | Daniele Arrigoni     |
|    | Italia (bandiera) | D     | Corrado Benedetti    |
|    | Italia (bandiera) | D     | Giampiero Ceccarelli |
|    | Italia (bandiera) | D     | Pierluigi Cera       |
|    | Italia (bandiera) | A     | Franco De Falco      |
|    | Italia (bandiera) | C     | Giuseppe Dossena     |
| -  | Italia (bandiera) | D     | Franco Fabbri        |
| -  | Italia (bandiera) | D     | Fabio Ferri          |
|    | Italia (bandiera) | A     | Fabrizio Lucchi      |
|    | Italia (bandiera) | C     | Sergio Maddè         |
|    | Italia (bandiera) | C     | Gabriele Morganti    |

| N. |                   | Ruolo | Calciatore           |
| -- | ----------------- | ----- | -------------------- |
|    | Italia (bandiera) | D     | Giancarlo Oddi       |
| -  | Italia (bandiera) | A     | Carlo Petrini        |
|    | Italia (bandiera) | P     | Graziano Piagnerelli |
|    | Italia (bandiera) | C     | Giacomo Piangerelli  |
|    | Italia (bandiera) | C     | Adriano Piraccini    |
|    | Italia (bandiera) | P     | Sergio Settini       |
|    | Italia (bandiera) | A     | Fabiano Speggiorin   |
|    | Italia (bandiera) | C     | Gabriele Valentini   |
|    | Italia (bandiera) | C     | Giovanni Zagati      |
|    | Italia (bandiera) | A     | Flaviano Zandoli     |
|    | Italia (bandiera) | D     | Fulvio Zuccheri      |

## Risultati

### Serie B

#### Girone di andata
| 24 settembre 1978 1ª giornata | Cesena | 0 – 0 | Genoa |  |

| 1º ottobre 1978 2ª giornata | Pistoiese | 1 – 0 | Cesena |  |

| 8 ottobre 1978 3ª giornata | Cesena | 1 – 0 | Palermo |  |

| 15 ottobre 1978 4ª giornata | Cesena | 0 – 0 | Cagliari |  |

| 22 ottobre 1978 5ª giornata | SPAL | 1 – 0 | Cesena |  |

| 29 ottobre 1978 6ª giornata | Rimini | 0 – 0 | Cesena |  |

| 5 novembre 1978 7ª giornata | Cesena | 1 – 0 | Varese |  |

| 12 novembre 1978 8ª giornata | Pescara | 0 – 0 | Cesena |  |

| 19 novembre 1978 9ª giornata | Cesena | 1 – 1 | Nocerina |  |

| 26 novembre 1978 10ª giornata | Monza | 3 – 0 | Cesena |  |

| 3 dicembre 1978 11ª giornata | Cesena | 0 – 0 | Sampdoria |  |

| 10 dicembre 1978 12ª giornata | Ternana | 0 – 0 | Cesena |  |

| 17 dicembre 1978 13ª giornata | Cesena | 1 – 1 | Taranto |  |

| 7 gennaio 1979 14ª giornata | Foggia | 0 – 0 | Cesena |  |

| 14 gennaio 1979 15ª giornata | Cesena | 1 – 1 | Udinese |  |

| 21 gennaio 1979 16ª giornata | Brescia | 1 – 1 | Cesena |  |

| 28 gennaio 1979 17ª giornata | Cesena | 0 – 1 | Lecce |  |

| 4 febbraio 1979 18ª giornata | Sambenedettese | 2 – 1 | Cesena |  |

| 11 febbraio 1979 19ª giornata | Cesena | 0 – 0 | Bari |  |

#### Girone di ritorno
| 18 febbraio 1979 20ª giornata | Genoa | 4 – 2 | Cesena |  |

| 25 febbraio 1979 21ª giornata | Cesena | 1 – 1 | Pistoiese |  |

| 4 marzo 1979 22ª giornata | Palermo | 1 – 0 | Cesena |  |

| 11 marzo 1979 23ª giornata | Cagliari | 0 – 1 | Cesena |  |

| 18 marzo 1979 24ª giornata | Cesena | 1 – 2 | SPAL |  |

| 25 marzo 1979 25ª giornata | Cesena | 1 – 0 | Rimini |  |

| 1º aprile 1979 26ª giornata | Varese | 0 – 3 | Cesena |  |

| 8 aprile 1979 27ª giornata | Cesena | 0 – 1 | Pescara |  |

| 14 aprile 1979 28ª giornata | Nocerina | 2 – 1 | Cesena |  |

| 22 aprile 1979 29ª giornata | Cesena | 0 – 0 | Monza |  |

| 29 aprile 1979 30ª giornata | Sampdoria | 0 – 1 | Cesena |  |

| 6 maggio 1979 31ª giornata | Cesena | 2 – 0 | Ternana |  |

| 13 maggio 1979 32ª giornata | Taranto | 1 – 0 | Cesena |  |

| 20 maggio 1979 33ª giornata | Cesena | 2 – 0 | Foggia |  |

| 27 maggio 1979 34ª giornata | Udinese | 1 – 1 | Cesena |  |

| 3 giugno 1979 35ª giornata | Cesena | 3 – 1 | Brescia |  |

| 10 giugno 1979 36ª giornata | Lecce | 2 – 0 | Cesena |  |

| 17 giugno 1979 37ª giornata | Cesena | 0 – 0 | Sambenedettese |  |

| 24 giugno 1979 38ª giornata | Bari | 1 – 1 | Cesena |  |

## Statistiche

### Statistiche di squadra
| Competizione | Punti | In casa | In casa | In casa | In casa | In casa | In casa | In trasferta | In trasferta | In trasferta | In trasferta | In trasferta | In trasferta | Totale | Totale | Totale | Totale | Totale | Totale | DR |
| Competizione | Punti | G       | V       | N       | P       | Gf      | Gs      | G            | V            | N            | P            | Gf           | Gs           | G      | V      | N      | P      | Gf     | Gs     | DR |
| ------------ | ----- | ------- | ------- | ------- | ------- | ------- | ------- | ------------ | ------------ | ------------ | ------------ | ------------ | ------------ | ------ | ------ | ------ | ------ | ------ | ------ | -- |
| Serie B      | 35    | 19      | 6       | 10      | 3       | 15      | 9       | 19           | 3            | 7            | 9            | 12           | 20           | 38     | 9      | 17     | 12     | 27     | 29     | -2 |
| Coppa Italia | 3     | 2       | 1       | 0       | 1       | 3       | 2       | 2            | 0            | 1            | 1            | 4            | 6            | 4      | 1      | 1      | 2      | 7      | 8      | -1 |
| Totale       |       | 21      | 7       | 10      | 4       | 18      | 11      | 21           | 3            | 8            | 10           | 16           | 26           | 42     | 10     | 18     | 14     | 34     | 37     | -3 |

### Statistiche dei giocatori
| Giocatore      | Serie B  | Serie B | Serie B     | Serie B    | Coppa Italia | Coppa Italia | Coppa Italia | Coppa Italia | Totale   | Totale | Totale      | Totale     |
| Giocatore      | Presenze | Reti    | Ammonizioni | Espulsioni | Presenze     | Reti         | Ammonizioni  | Espulsioni   | Presenze | Reti   | Ammonizioni | Espulsioni |
| -------------- | -------- | ------- | ----------- | ---------- | ------------ | ------------ | ------------ | ------------ | -------- | ------ | ----------- | ---------- |
| D. Arrigoni    | 16       | 1       | ?           | ?          | ?            | ?            | ?            | ?            | 16+      | 1+     | ?           | ?          |
| C. Benedetti   | 30       | 2       | ?           | ?          | ?            | ?            | ?            | ?            | 30+      | 2+     | ?           | ?          |
| G. Ceccarelli  | 29       | 0       | ?           | ?          | ?            | ?            | ?            | ?            | 29+      | 0+     | ?           | ?          |
| P. Cera        | 1        | 0       | ?           | ?          | ?            | ?            | ?            | ?            | 1+       | 0+     | ?           | ?          |
| F. De Falco    | 24       | 3       | ?           | ?          | ?            | ?            | ?            | ?            | 24+      | 3+     | ?           | ?          |
| G. Dossena     | 28       | 0       | ?           | ?          | ?            | ?            | ?            | ?            | 28+      | 0+     | ?           | ?          |
| F. Fabbri      | 26       | 1       | ?           | ?          | ?            | ?            | ?            | ?            | 26+      | 1+     | ?           | ?          |
| F. Ferri       | 7        | 0       | ?           | ?          | ?            | ?            | ?            | ?            | 7+       | 0+     | ?           | ?          |
| F. Lucchi      | 1        | 0       | ?           | ?          | ?            | ?            | ?            | ?            | 1+       | 0+     | ?           | ?          |
| S. Maddè       | 35       | 1       | ?           | ?          | ?            | ?            | ?            | ?            | 35+      | 1+     | ?           | ?          |
| G. Morganti    | 15       | 0       | ?           | ?          | ?            | ?            | ?            | ?            | 15+      | 0+     | ?           | ?          |
| G. Oddi        | 38       | 0       | ?           | ?          | ?            | ?            | ?            | ?            | 38+      | 0+     | ?           | ?          |
| C. Petrini     | 28       | 4       | ?           | ?          | ?            | ?            | ?            | ?            | 28+      | 4+     | ?           | ?          |
| G. Piagnerelli | 38       | -29     | ?           | ?          | ?            | ?            | ?            | ?            | 38+      | -29+   | ?           | ?          |
| G. Piangerelli | 32       | 2       | ?           | ?          | ?            | ?            | ?            | ?            | 32+      | 2+     | ?           | ?          |
| A. Piraccini   | 6        | 0       | ?           | ?          | ?            | ?            | ?            | ?            | 6+       | 0+     | ?           | ?          |
| S. Settini     | 2        | 0       | ?           | ?          | ?            | ?            | ?            | ?            | 2+       | 0+     | ?           | ?          |
| F. Speggiorin  | 22       | 4       | ?           | ?          | ?            | ?            | ?            | ?            | 22+      | 4+     | ?           | ?          |
| G. Valentini   | 36       | 3       | ?           | ?          | ?            | ?            | ?            | ?            | 36+      | 3+     | ?           | ?          |
| G. Zagati      | 3        | 1       | ?           | ?          | ?            | ?            | ?            | ?            | 3+       | 1+     | ?           | ?          |
| F. Zandoli     | 23       | 3       | ?           | ?          | ?            | ?            | ?            | ?            | 23+      | 3+     | ?           | ?          |
| F. Zuccheri    | 15       | 1       | ?           | ?          | ?            | ?            | ?            | ?            | 15+      | 1+     | ?           | ?          |